# Чемпіонат світу з легкої атлетики в приміщенні 2018 — естафетний біг 4×400 метрів (жінки)
Змагання в естафеті 4х400 метрів серед жінок на Чемпіонаті світу з легкої атлетики в приміщенні 2018 у Бірмінгемі відбулись 3 та 4 березня в Арені Бірмінгем.

## Рекорди
На початок змагань основні рекордні результати були такими:
| WIR | Росія (Юлія Гущина, Ольга Котлярова, Ольга Зайцева, Олеся Красномовець)                                           | 3.23,37 | Глазго Велика Британія | 28 січня 2006  |
| CR  | Росія (Олеся Красномовець, Ольга Котлярова, Тетяна Льовіна, Наталія Назарова)                                     | 3.23,88 | Будапешт Угорщина      | 7 березня 2004 |
| WL  | Університет Південної Каліфорнії (Кайра Константайн Канада, Анна Кокрелл США, Деанна Гілл США, Кендалл Елліс США) | 3.27,56 | Клемсон США            | 10 лютого 2018 |

Під час змагань були показані такі основні рекордні результати:
| CR | США (Кванера Гейз, Джорджанн Молін, Шакіма Вімблі, Кортні Около) | 3.23,85 | Бірмінгем Велика Британія | 4 березня 2018 |
| WL | США (Кванера Гейз, Джорджанн Молін, Шакіма Вімблі, Кортні Около) | 3.23,85 | Бірмінгем Велика Британія | 4 березня 2018 |

## Розклад
| Дата           | Час початку | Стадія |
| -------------- | ----------- | ------ |
| 3 березня 2018 | 13:05       | Забіги |
| 4 березня 2018 | 16:30       | Фінал  |

Вказаний місцевий час (UTC+0)

## Результати

### Забіги
Умови кваліфікації до наступного раунду: перші дві з кожного забігу (Q) та дві найшвидших за часом з тих, які посіли у забігах місця, починаючи з третього (q).
Забіг 1
| Місце | Команда         | Атлетки                                                           | Час     | Примітки |
| ----- | --------------- | ----------------------------------------------------------------- | ------- | -------- |
| 1     | США             | Кванера Гейз, Джоанна Аткінс, Джорджанн Молін, Ревін Роджерс      | 3.30,54 | Q        |
| 2     | Велика Британія | Емі Олкок, Аніка Онуора, Ханна Вільямс, Меган Біслі               | 3.32,57 | Q, SB    |
| 3     | Італія          | Рафаела Лукудо, Айоміде Фолорунсо, Кьяра Баццоні, Марія Спакка    | 3.32,62 | q, SB    |
| 4     | Казахстан       | Светлана Голендова, Еліна Міхіна, Любов Ушакова, Аделіна Ахметова | 3.40,54 | SB       |
|       | Нігерія         |                                                                   |         |          |

Забіг 2
| Місце | Команда    | Атлетки                                                                         | Час     | Примітки |
| ----- | ---------- | ------------------------------------------------------------------------------- | ------- | -------- |
| 1     | Ямайка     | Дженів Расселл, Домінік Блейк, Тіффані Джеймс, Анастасія Лерой                  | 3.32,01 | Q, SB    |
| 2     | Україна    | Тетяна Мельник, Катерина Климюк, Анна Рижикова, Анастасія Бризгіна              | 3.32,06 | Q, SB    |
| 3     | Польща     | Малгожата Голуб-Ковалик, Йоанна Лінкевич, Наталя Качмарек, Александра Гаворська | 3.32,07 | q, SB    |
| 4     | Чехія      | Мартіна Гофманова, Марцела Піркова, Тереза Петржилкова, Лада Вондрова           | 3.34,90 | SB       |
| 5     | Португалія | Філіпа Мартінш, Катя Азеведу, Рівінільда Ментай, Дороте Евора                   | 3.35,43 | NIR      |

### Фінал
| Місце | Команда         | Атлетки                                                                                   | Час     | Примітки |
| ----- | --------------- | ----------------------------------------------------------------------------------------- | ------- | -------- |
| 1     | США             | Кванера Гейз, Джорджанн Молін, Шакіма Вімблі, Кортні Около                                | 3.23,85 | CR, WL   |
| 2     | Польща          | Юстина Швенти-Ерсетиц, Патриція Вичишкевич, Александра Гаворська, Малгожата Голуб-Ковалик | 3.26,09 | NIR      |
| 3     | Велика Британія | Меган Біслі, Ханна Вільямс, Емі Олкок, Зої Кларк                                          | 3.29,38 | SB       |
| 4     | Україна         | Тетяна Мельник, Катерина Климюк, Анна Рижикова, Анастасія Бризгіна                        | 3.31,32 | SB       |
| 5     | Італія          | Рафаела Лукудо, Айоміде Фолорунсо, Кьяра Баццоні, Марія Спакка                            | 3.31,55 | NIR      |
|       | Ямайка          | Товеа Дженкінс, Дженів Расселл, Анастасія Лерой, Стефані-Енн Макферсон                    | DQ      |          |